# Крисюк Степан Васильович
Крисюк Степан Васильович (нар. 7 квітня 1938 року, м. Хотин) — педагог, доктор педагогічних наук (1996), професор (1997).

## Біографічні дані
Народився 7 квітня 1938 року в м. Хотин.
У 1963 році закінчив Львівський університет. Працював учителем. 
З 1975 по 1983 рік працював в управлінні педагогічних навчальних закладів Міністерства освіти УРСР. З 1983 по 1999 — був проректором Українського інституту підвищення кваліфікації керівних кадрів освіти Державної академії керівних кадрів освіти. З 1999 — професор кафедри управління освітою Національної академії державного управління при Президентові України.

## Наукова робота
Вивчає теоретичні основи, історію становлення та розвитку педагогіки післядипломної освіти, форми й методи підвищення кваліфікації, перепідготовки фахівців і управління кадрів.

### Основні праці
За ЕСУ:
- Організаційно-педагогічні основи методичної роботи. — К., 1995;
- Становлення та розвиток післядипломної освіти педагогічних кадрів в Україні (1917–1941рр.). — К., 1995;
- Розвиток післядипломної освіти педагогічних кадрів в Україні (1944–1995рр.). — Л., 1997;
- Державне управління освітою. — К., 2009;
- Управління вищим навчальним закладом. — К., 2011.